# Sergej Efremov
Sergej Viktorovič Efremov, conosciuto anche con il nome di battaglia Kubinec (in russo Сергей Викторович Ефремов?; Vladivostok, 5 agosto 1973 – Oblast' di Kursk, 2 febbraio 2025), è stato un politico e militare russo, eroe della Russia e comandante del Battaglione fanteria di marina volontario "Tigr" della 155ª Brigata fanteria di marina delle guardie dal 2022 alla sua morte nel 2025.

## Biografia
Efremov nacque il 5 agosto 1973  a Vladivostok, capoluogo del territorio del Litorale. Si diplomò alla Scuola militare "Suvorov" di Ussurijsk e alla Scuola superiore di comando aviotrasportato delle guardie di Rjazan', e si laureò anche all'Accademia presidenziale russa di economia nazionale e pubblica amministrazione, specializzandosi in amministrazione statale e municipale.
Lavorò nel settore commerciale per i trasporti e logistica, dirigendo una casa commerciale, una società di trasporti, la società gestionale "Efremoff" e la LLC "Agrotrade" per il commercio all'ingrosso di prodotti ittici. Successivamente, nel 2014, iniziò a dedicarsi alla politica, entrando nell'amministrazione della città di Ussurijsk, per poi ricoprire la carica di vice sindaco per sei anni.

#### Invasione russa dell'Ucraina
Con lo scoppio dell'invasione russa dell'Ucraina, Efremov si offrì volontario ed entrò nei ranghi delle forze militari russe. Il 18 marzo 2022, Efremov venne nominato capo ad interim della sezione regionale della DOSAAF (la società volontaria per il supporto alle forze militari russe), per poi dimettersi il 16 novembre successivo. Sotto iniziativa del governatore del Territorio del Litorale Oleg Kožemjako, tra giugno e luglio 2022 sono stati chiamati volontari per costituire il Battaglione "Tigr" che sarebbe stato integrato nella 155ª Brigata fanteria di marina delle guardie della Flotta russa del Pacifico, con Efremov al comando.
Dalla fine dell'autunno 2022 ai primi mesi del 2023 la 155ª, insieme alla 40ª Brigata fanteria di marina, sono state mandate all'assalto della area della roccaforte ucraina di Vuhledar, dovendosi ritirare dopo ingenti perdite.
Nella primavera 2023 l'unità è stata ritirata nelle retrovie per essere nuovamente ricostituita. Tornato momentaneamente dal fronte, Efremov è stato insignito dei titoli di Eroe del Litorale e della Repubblica Popolare di Doneck per la sua partecipazione all'offensiva nel Donbass.
Il 28 febbraio 2024 è stato nominato vice governatore del Territorio del Litorale come responsabile della politica interna. La sua nomina è stata commentata dal politologo Vjačeslav Beljakov coerente con la tendenza precedentemente annunciata dal presidente russo Vladimir Putin di consolidare i veterani della guerra in Ucraina nelle élite politiche.
All'inizio di agosto la 155ª Brigata, che si trovava nell'oblast' di Kursk per essere ricostituita con equipaggi delle navi da guerra addestrati come fanteria, è stata impiegata per contrastare l'offensiva ucraina in territorio russo. Efremov ritornò al comando del Battaglione "Tigr".

### Morte
Efremov morì il 2 febbraio 2025 nella regione di Kursk, diventando il primo funzionario russo con il grado di vice governatore a morire in guerra. Secondo il governatore del Litorale Kožemjako, il colonnello stava tornando dal fronte dopo una operazione di ricognizione della strada dal villaggio di Novoivanivka al villaggio di Nikolskij, quando la sua auto finì sopra una mina anticarro, esplodendo. Il 10 febbraio successivo è stato insignito postumo del titolo massimo di Eroe della Federazione Russa, venendo sepolto il giorno dopo nel cimitero navale di Vladivostok.

## Vita privata
Era sposato con Irina Efremova con cui ha avuto quattro figli. Secondo il deputato della Duma di Vladivostok Viktor Tarabarin, uno dei suoi figli starebbe combattendo in Ucraina.